# Aricia bibasialboradia
Aricia bibasialboradia är en fjärilsart som beskrevs av Bright och Leeds 1938. Aricia bibasialboradia ingår i släktet Aricia och familjen juvelvingar. Inga underarter finns listade i Catalogue of Life.